# Kampftasche

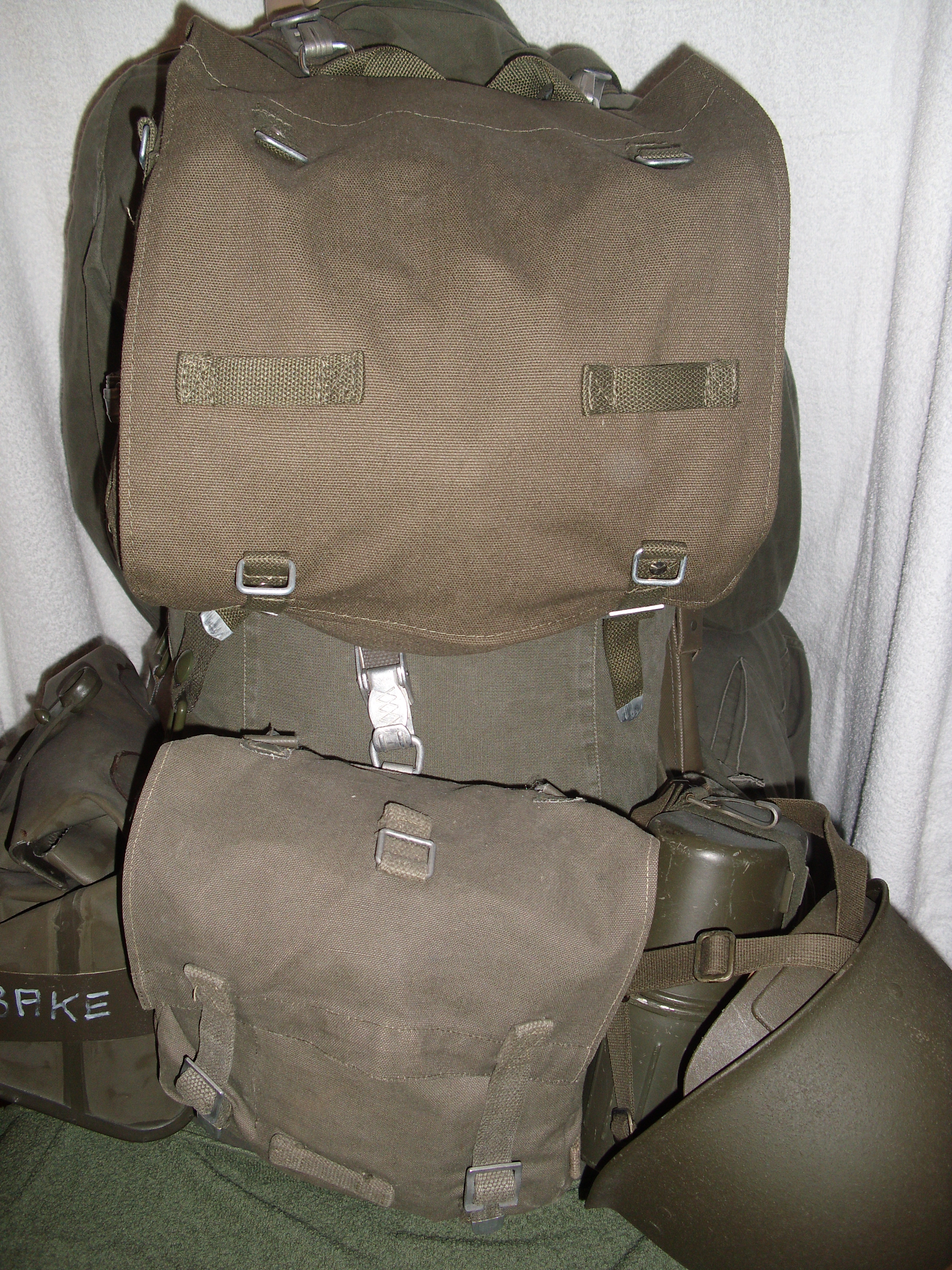
Späte Modelle der Großen und Kleinen Kampftasche der Bundeswehr

Kampftaschen, auch als Sturmgepäck bezeichnet, sind Behälter aus Stoff, die Soldaten dazu dienen, Verpflegung, Toilettenartikel, Bekleidung und Ähnliches an der persönlichen Trageausrüstung im Einsatz mitzuführen. Der Ursprung der Kampftaschen lässt sich unmittelbar aus den Tornistern und Brotbeuteln des 19. und 20. Jahrhunderts ableiten.

## Beschreibung
Eine Kampftasche hat üblicherweise auf ihrer Rückseite Schlaufen, mit denen sie an Koppeltragegestellen oder unmittelbar am Koppel befestigt werden kann. Webgurt-Schlaufen und Metallringe an ihrer Außenseite erlauben das Befestigen weiterer Ausrüstungsgegenstände, wie beispielsweise Zeltbahnen, Feldflaschen und Kochgeschirre. Verschlossen werden Kampftaschen meist mit über die gesamte Breite und Länge der Tasche reichende Klappen, die mit Schnallriemen verschlossen werden. Die Klappe ermöglicht es dem Soldaten, sich nach dem Öffnen sofort einen Überblick über die mitgeführten Gegenstände zu verschaffen. Das System einer Kampftasche ist gleich dem eines Tornisters.
Getragen werden Kampftaschen entweder als Rückengepäck, wobei ein fest installiertes oder abnehmbares Koppeltragegestell einen Teil der Last aufnimmt, oder – in verkleinerter Form – als Brotbeutel unmittelbar am Koppel des Soldaten.

## Bundeswehr

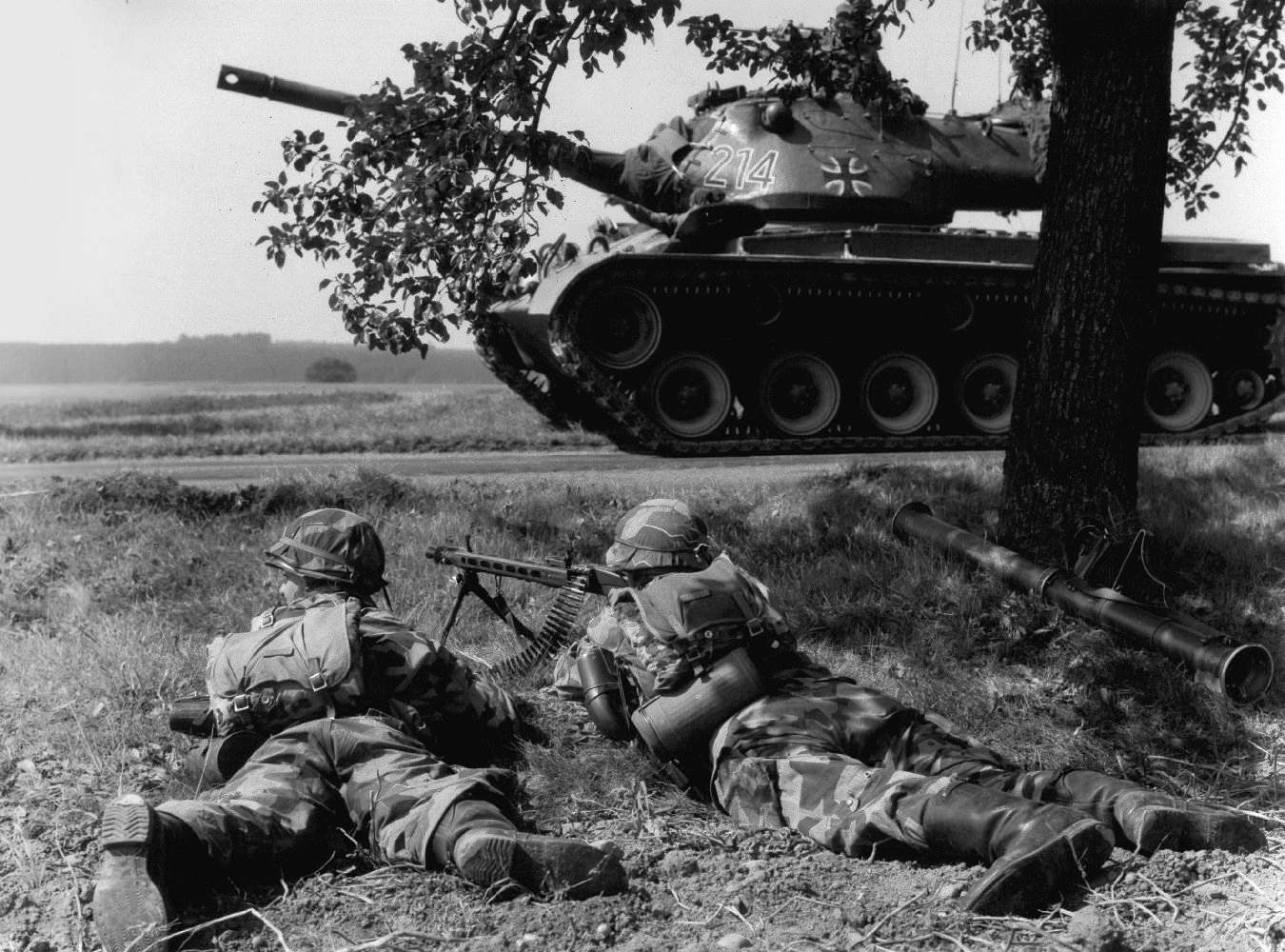
Soldaten der Bundeswehr im Splittertarn-Kampfanzug mit Knobelbechern und der Großen Kampftasche, 1960. Die Zeltplane wird ähnlich wie beim Tornister in Form einer Hufeisenrolle mitgeführt. Auch die Feldflasche und der Gasmaskenkanister sind unmittelbar aus den vorherigen deutschen Modellen abgeleitet.

Bei der Bundeswehr wurde im Zuge der Wiederbewaffnung eine neue Uniform und Ausrüstung eingeführt, die sich sowohl auf deutsche als auch auf amerikanische und britische Vorbilder berief. Die Kleine und Große Kampftasche ersetzten hierbei den Brotbeutel und den Tornister.

### Große Kampftasche
Die „Große Kampftasche“ wurde an einem Koppeltragegestell befestigt, das sich unmittelbar vom erstmals für das Deutsche Afrikakorps gefertigte Koppeltragegestell aus Webgurt ableiten ließ. Ihr konzeptioneller Ausbau und das Fassungsvermögen war vom Tornister M34/39 abgeleitet. Sie besaß wie bereits der Tornister M34 keinen festen Sperrholzkörper und nahm nur kleines Gepäck auf. Die bisher mit einem Kalbfell bezogene Rückenklappe, bestand bei der „Großen Kampftasche“ aus Stoff, der wie das gesamte Rückengepäck oliv (umgangssprachlich „NATO-Oliv“) gefärbt war. Als befülltes Marsch- und Gefechtsgepäck hatte die „Große Kampftasche“ ein Gewicht von 4,560 Kilogramm.

### Kleine Kampftasche
Die „Kleine Kampftasche“ ersetzte in der Bundeswehr den traditionellen Brotbeutel. Sie konnte jedoch auch als Sturmgepäck eingesetzt werden und wurde dann statt der Großen Kampftasche oder anderen Ausrüstungsgegenständen am Koppeltragegestell eingehakt. Konzeptionell ähnelten sich die Große und Kleine Kampftasche. Als befülltes Marsch- und Gefechtsgepäck belastete die „Kleine Kampftasche“ den Soldaten mit einem Gewicht von 3,74 Kilogramm.
Laut Anlage 5/1 der ZDv 37/10, Stand Juli 2003 war die kleine Kampftasche hinten am Koppel zu tragen. Anlage 5/2 enthielt für die „Kampftasche, klein“ folgende Packanleitung:
- Kochgeschirr
- Feldessbesteck
- Waffenreinigungsgerät
- Notration Verpflegung
- Esbitkocher
- Brotaufstrichdose
- Feldflasche (an der Außenseite angeschnallt)

Abweichungen konnte der verantwortliche Führer entsprechend Lage und Auftrag befehlen.